# Ranodon sibiricus
Ranodon sibiricus és una espècie d'amfibi urodel de la família de la família Hynobiidae i l'amfibi més amenaçat d'extinció al territori de l'antiga Unió Soviètica.

## Descripció
Té el cos robust i els ulls grossos. La coloració varia des del groc marronós fins a l'oliva fosc i el gris verdós. Alguns individus tenen un patró de taques fosques sobre un fons de color oliva fosc. Tot i així, el seu color varia en funció de l'entorn i els adults de vida aquàtica poden ésser més foscos que els que fan vida a terra (aquests darrers poden, també, tindre una coloració més clara si s'esdevé un augment de la temperatura).
La cua és plana lateralment o en forma d'espasa, lleugerament més llarga o més o menys igual a la longitud de la resta del cos. Els mascles la tenen més llarga i alta que les femelles. Les potes i el cap són més robusts en els mascles. Presenta pulmons però de mida reduïda. Té dues sèries de dents curtes i molt separades. Cinc dits.
Les diferències sexuals entre el mascle i la femella són més pronunciades durant el període reproductiu.

## Reproducció
Es reprodueix als cinc anys, té lloc poc després de la fosa de la neu i el gel, i s'estén des de finals de l'abril fins a principis de l'agost. Tendeix a fer-ho en els mateixos rierols i fonts any rere any i la posta consisteix en un parell de sacs d'ous (amb 38-53 ous cada un) connectats entre si per un fil mucós que serveix per subjectar-los a una pedra. Les larves hivernen, probablement, més d'una vegada i llur desenvolupament és lent.

## Hàbitat
Viu principalment a les capçaleres d'una densa xarxa de rierols permanents (entre 5 i 18 °C de temperatura), llacs i fonts ubicats al bell mig de boscos relictes de coníferes de muntanya (entre 2.100 i 3.200 m d'altitud).

## Distribució geogràfica
Es troba al nord-oest de la Xina (Xinjiang) i el sud del Kazakhstan.

## Costums
La hibernació té lloc des de finals del setembre o principis de l'octubre fins a finals de l'abril o principis de juny, segons l'altitud.

## Longevitat
La seua esperança de vida és de 15-20 anys.

## Estat de conservació
Les seues principals amenaces són la destrucció dels boscos per les poblacions humanes locals i llur bestiar, el furtivisme amb finalitats comercials i científiques, l'escàs territori que ocupa (160 km²) i les pràctiques pesqueres locals. A més, sembla que el seu ús en la medicina tradicional xinesa ha suposat la seua extinció parcial en molts indrets del Kazakhstan i, gairebé, total a Xinjiang (només en resten 6.000 exemplars). Tot sembla indicar que aquesta espècie requereix mesures immediates i eficaces per a la seua conservació, incloent-hi la creació d'una reserva natural especial car pot arribar a desaparèixer en un futur proper.